# تيتة رهيبة
تيتة رهيبة فيلم مصري عرض عام 2012، بطولة محمد هنيدي وسميحة أيوب وإيمي سمير غانم، تأليف يوسف معاطي وإخراج سامح عبد العزيز. وتاريخ عرضه يوافق عيد الفطر لسنة 1433 هـ.
عنوان الفيلم جاء على غرار عنوان فيلم أُنتج عام 1957 بعنوان ليلة رهيبة.

## القصة
يهرب روؤف (محمد هنيدي) من أشباح سيطرة جدته راوية هانم (سميحة أيوب) عليه بعد سفرها إلى ألمانيا ويقيم مع جده رمان (عبد الرحمن أبو زهرة)، وعقب وفاته يقرر الزواج من الفتاة منار (إيمي سمير غانم) التي تعلق بها قلبه، لكن عودة جدته وإقامتها معه تقلب حياته رأسا على عقب فتعود للسيطرة عليه مرة أخرى وتتحكم في حياته وحياة زوجته بشكل كبير.

## طاقم التمثيل
- محمد هنيدي: رؤوف
- سميحة أيوب: راوية جدة رؤوف
- إيمي سمير غانم: منار
- باسم سمرة: إبراهيم أخو منار
- عبد الرحمن أبو زهرة: رمان جد رؤوف
- محمد فراج: مروان
- خالد سرحان: الضابط
- فايق عزب: مدير في السوبر ماركت
- دوللي شاهين: سيرين
- عمر السعيد
- نهير أمين: بهيرة
- يوسف عيد
- علاء زينهم
- محمد الشرشابي
- بدرية طلبة: صباح
- شيماء عبد القادر: فيروز
- إسلام أحمد حسين: الرجل في المول

## وصلات خارجية
- تيتة رهيبة على موقع IMDb (الإنجليزية)
- تيتة رهيبة على موقع قاعدة بيانات الأفلام العربية
- تيتة رهيبة على موقع قاعدة بيانات الفيلم (الإنجليزية)
- تيتة رهيبة على موقع ليتربوكسد (الإنجليزية)